# Jorge Baradit
Jorge Marcos Baradit Morales (Valparaíso, 11 de junio de 1969) es un escritor chileno, conocido por su trabajo de divulgación histórica en televisión y en la saga superventas Historia secreta de Chile.
En el año 2021 fue electo convencional constituyente por el distrito N.° 10.

## Biografía
Vivió su infancia y adolescencia en Valparaíso, donde estudió en escuelas públicas y formó una banda de punk rock llamada Trato Bestial, que actuó en conciertos underground de la V Región entre 1986 y 1991. Estudió diseño en la Universidad de Viña del Mar. Se dedica a la literatura desde el año 2005, labor que logró compatibilizar con su trabajo de dos décadas en talleres de diseño hasta el año 2015, cuando decide dedicarse exclusivamente al trabajo literario.

## Carrera profesional

### Carrera literaria

#### Literatura de ficción
Debutó en la literatura con Ygdrasil (publicada en España en 2007), "una historia ambientada en un México futurista, donde una mercenaria chilena llamada Mariana acepta la más peligrosa de sus misiones que la llevará a atravesar una forma digital del infierno. Una historia que muestra un mundo lleno de tecnología orgánica llevada al límite, un imbunche, soldados muertos que reencarnan como sistemas de comunicación y un chamán que orbita la Tierra".
Un año más tarde escribe una precuela corta de Ygdrasil, Trinidad, con la que gana el premio de la Universidad Politécnica de Cataluña.

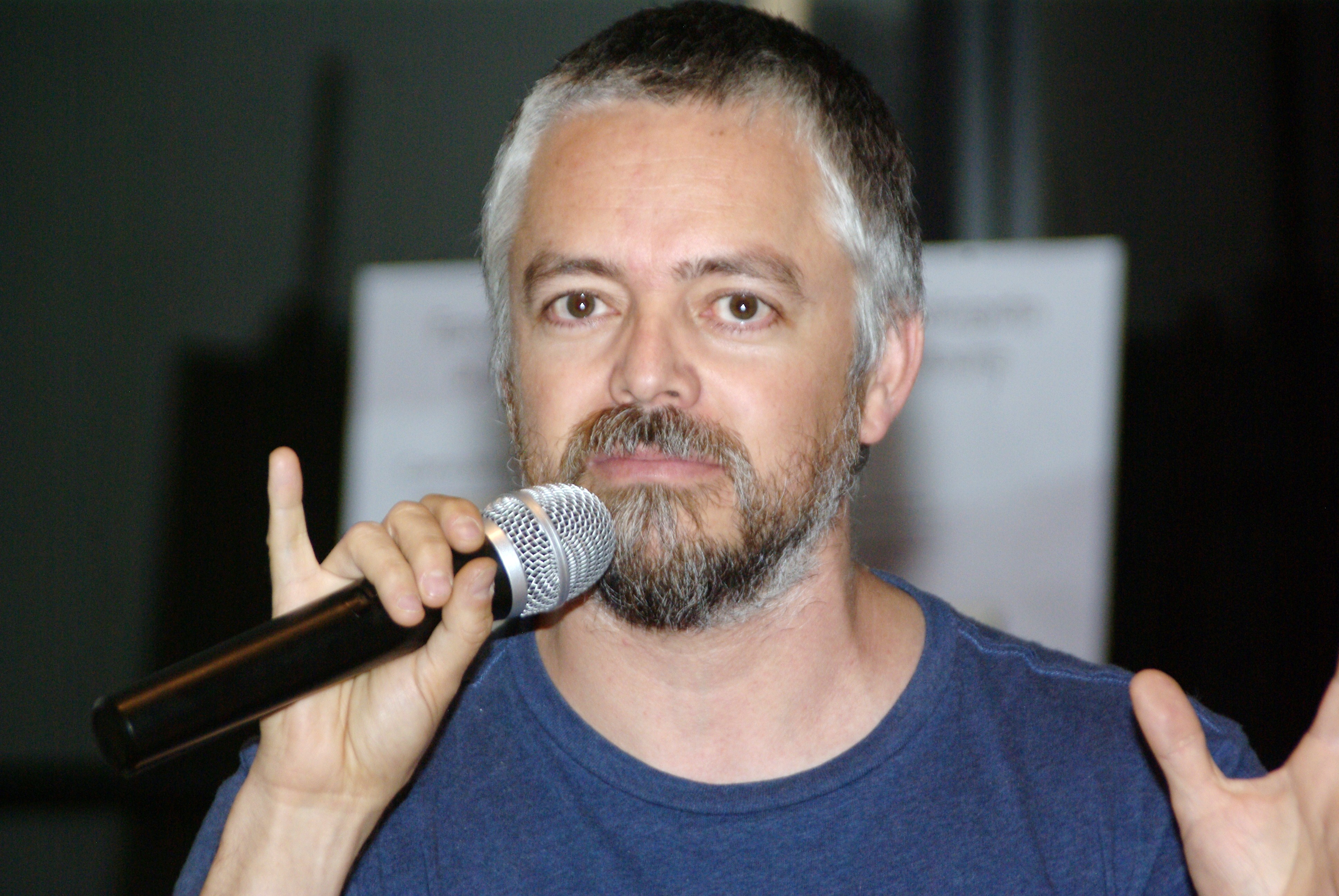
Baradit en el GAM, abril de 2015

Miquel Barceló, editor de la colección NOVA de Ediciones B, donde aparecieron ambas obras, calificó Ygdrasil de "revolución en la ciencia ficción en español" y definió la escritura de Baradit como cyber-chamanismo, definición que no es del gusto del chileno. "Prefiero Realismo Mágico 2.0. Macondo ya tiene redes de fibra óptica, pero sus chamanes todavía toman ayahuasca", declaró en su momento.
En 2006 y hasta 2008, mantiene el blog Ucronía Chile, proyecto que convoca a escritores, ilustradores, fotógrafos y videístas a torcer la historia chilena en cualquier punto y bajo cualquier criterio. De esa experiencia surge el libro CHIL3: Relación del Reyno (Ediciones B, 2010) e invita a Francisco Ortega, Álvaro Bisama y a Mike Wilson para actuar de coeditores. El volumen antologa las mejores entradas del blog sumadas a nuevas colaboraciones de escritores como Carlos Labbé, Edmundo Paz Soldán, Claudia Apablaza y Rodrigo Fresán, entre otros.
Baradit publica Synco en 2008 (en 2012 comienza a trabajar en una versión gráfica de la novela), una ucronía de socialismo democrático que se desarrolla después de 1973: Augusto Pinochet, nombrado por Salvador Allende en reemplazo del general Carlos Prats, "detiene el golpe militar, el gobierno socialista se consolida y crea el primer estado cibernético, un ejemplo universal, la verdadera tercera vía, un milagro". Está basada en el inconcluso proyecto Synco.
Al año siguiente aparece Kalfukura, que cuenta la historia de un humilde niño que emprende una odisea a lo largo de Chile para encontrar un gran tesoro ancestral de orden metafísico. A diferencia del típico estilo de Baradit, este libro se acerca más a la novela de aventuras y está dirigida al público infantojuvenil. De ella dice el propio Baradit “Quiero revivir nuestros mitos, sacarlos de la pedagogía y del museo y darles nueva vida."
Durante la Feria Internacional del Libro de Santiago, en noviembre de 2011, lanza su primera novela gráfica, Policía del karma, dibujada por Martín Cáceres, donde relata los hechos protagonizados por una policía distópica en un Santiago de Chile alternativo que persigue a personas por crímenes cometidos en sus vidas anteriores. La obra ganó el Premio FIC a mejor portada, mejor guionista, mejor dibujante y mejor cómic del año 2011.

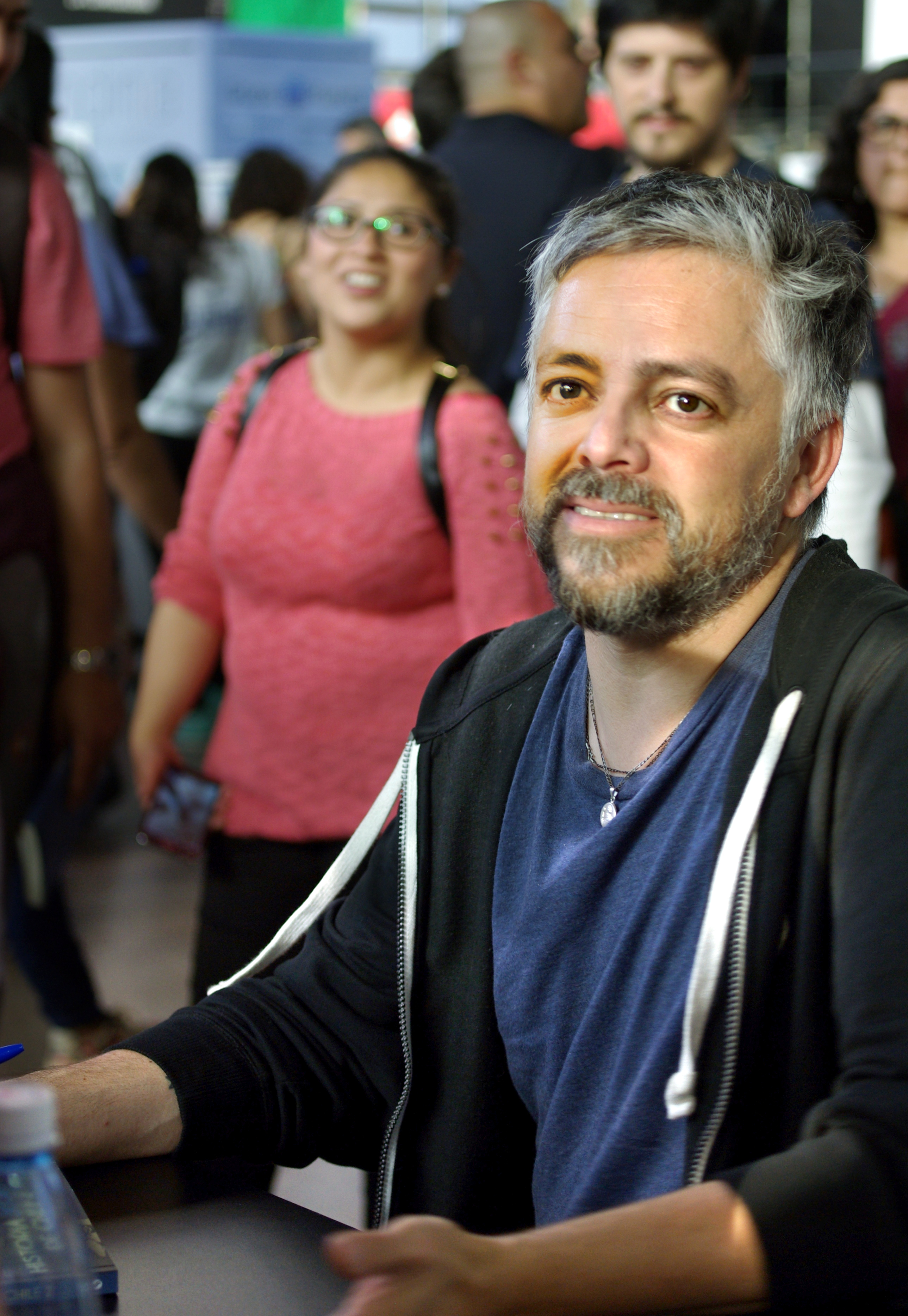
Baradit firmando libros, FILSA 2016

En mayo de 2012 creó, nuevamente con ilustraciones de Cáceres, Lluscuma, novela gráfica fantástica con cruces de mundos alternativos, viajes en el tiempo, alucinaciones, violencia psicológica, ucronía y delirio, ambientada en el año 1977, durante el evento conocido como caso del cabo Valdés (un supuesto secuestro por parte extraterrestres) y el 2013 en el contexto de temas relacionados con la muerte y la tortura durante la dictadura militar del general Augusto Pinochet. La obra fue publicada semanalmente con la edición impresa del diario La Segunda desde mayo hasta noviembre de 2012. Al año siguiente fue lanzada en libro con el texto "revisado, corregido, ampliado y editado con la calma y el cuidado que sólo los meses de trabajo en laboratorio pueden dar". La novela gana el Premio Municipal de Santiago 2014, uno de los más prestigiosos de Chile, en su categoría joven.
Lanzó su primer libro de cuentos, La guerra interior, en marzo de 2017, en el que incluyó 22 relatos que abarcan el período 2003-2016 del autor y que son una muestra heterogénea de sus registros literarios.
En enero de 2022, regresa a la novela con la publicación de La virgen de la patagonia. Novela ambientada en un pueblo de Tierra del Fuego, durante el conflicto con Argentina en medio de la dictadura de Augusto Pinochet. Una joven, de origen yagán, regresa a su lugar de origen en medio de la crisis producida por la aparición de una mujer que es capaz de hablar con los muertos.
En noviembre de 2024 publica su primera novela de terror llamada El Sótano Rojo, un thriller paranormal de terror político que cuenta la historia de Tamara, estudiante de arquitectura en el Chile de 1991, que cansada de buscar por los canales oficiales a su madre detenida y desaparecida, intenta ubicarla a través de métodos inusuales como espiritismo, videncia o la ouija. Estas prácticas la introducen en una casona donde chocará con fuerzas muy oscuras y aterradoras que la harán descender hacia el horror de “un país construido sobre un pozo de sangre”
A Baradit se le ha clasificado en el movimiento renovador de las letras chilenas denominado Freak Power, que estaría compuesto, además, por narradores como los ya citados Bisama, Ortega, Wilson o Sergio Amira. Se ha destacado por el uso de herramientas digitales y redes sociales en el desarrollo y difusión de sus obras en diferentes plataformas en línea, escritas y audiovisuales, en colaboración con músicos, videístas, ilustradores y sus propios lectores.

#### Literatura de no ficción

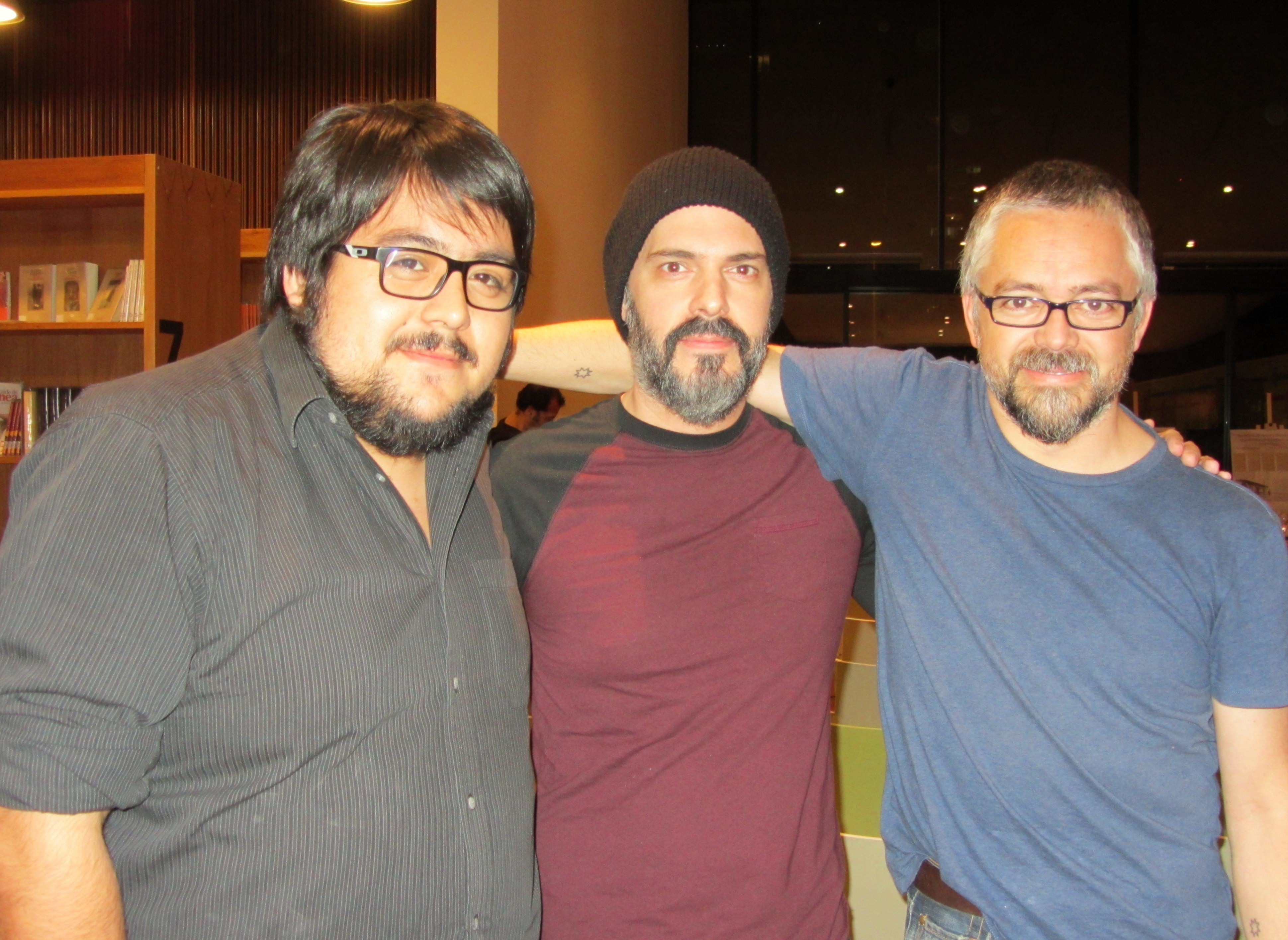
Baradit con los escritores Mike Wilson (centro) y Diego Zúñiga

Publicó en julio de 2015 Historia secreta de Chile (Editorial Sudamericana), primer volumen de una trilogía sobre aspectos poco conocidos de la historia chilena. El libro se convirtió en superventas en su país con 8 mil ejemplares vendidos al mes de su lanzamiento y un total de 80.000 en poco menos de un año. La Tercera habló del "triunfo de la no ficción chilena" a propósito de este éxito, que incluye a autores como Carlos Tromben, Felipe Portales, María Olivia Mönckeberg, María José Cumplido y otros autores contemporáneos.
Sin embargo, el éxito de Historia secreta de Chile no estuvo libre de polémica: algunos historiadores criticaron la publicación, mientras otros como el Premio Nacional de Historia 2016 Julio Pinto o el Premio Nacional de Historia 2006 Gabriel Salazar, respaldaron el fenómeno. En los dos años siguientes Baradit lanzó los volúmenes restantes de la trilogía, con portadas tanto o más provocadoras que el primero: si en esta aparecía Arturo Prat como una figura espiritista, dotada de un tercer ojo, el segundo mostraba a Bernardo O'Higgins con anteojos oscuros y emulando la célebre fotografía de Augusto Pinochet tras el golpe militar, aludiendo a que el prócer independentista fue el primer dictador del país. En el tercero figura Gabriela Mistral con un tatuaje en el que se lee: Doris, más un pirsin en su nariz.
En septiembre de 2017, los dos primeros títulos de la trilogía habían vendido en conjunto una cifra récord de doscientos mil ejemplares. Con el lanzamiento de Historia secreta de Chile 3 a fines de 2017, la trilogía superó los 260 mil ejemplares vendidos a marzo de 2018.
En septiembre de 2018, publica en Sudamericana el libro La dictadura, un relato en clave personal que va desde la elección de Salvador Allende en 1970 hasta la muerte de Augusto Pinochet en 2006.
En agosto de 2019, sale a la venta Héroes, donde Baradit plantea la necesidad de revisar el cuadro de próceres nacionales, tras estudiarlos desde un punto de vista ciudadano, no desde la óptica militar o política.
En diciembre de 2019 lanza Rebelión, un pequeño volumen donde analiza el estallido social ocurrido en Chile a partir de octubre de ese año.
En el año 2020, durante la pandemia de COVID-19, publica Héroes 2.
En septiembre de 2022, publica La Constituyente, un libro de crónica y reflexión sobre lo ocurrido al interior del proceso de redacción de una nueva constitución para Chile.
En septiembre de 2023, publica El Lado Oscuro, un libro parte de la saga Historia Secreta de Chile, donde expone a través de siete relatos, la dinámica histórica con que la elite económica chilena ha mantenido capturado el poder desde 1829, cuando el golpe de Estado conservador que instala a José Joaquín Prieto y a Diego Portales en el gobierno, reestablece el orden colonial e inaugura una manera de administrar el estado a través de la violencia y la exclusión de las capas populares.

### Televisión

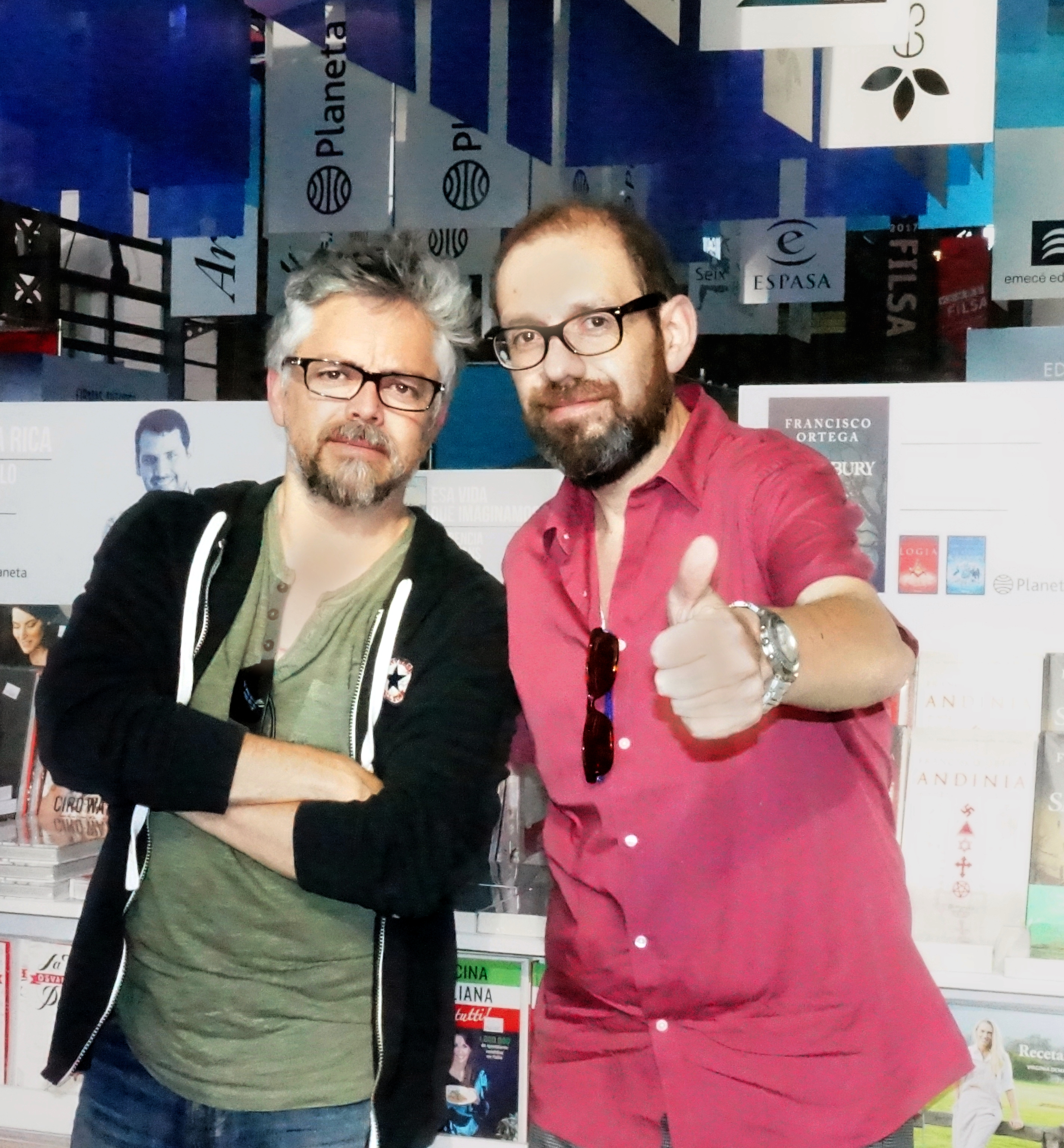
Con Francisco Ortega en la FILSA 2017

Entre 2015 y 2016 participó como panelista del estelar nocturno Mentiras verdaderas (transmitido por la señal abierta La Red), donde comentó diversos hechos de la historia no oficial de su país, alcanzando altos índices de audiencia y eco en redes sociales.
En 2017 asumió la conducción de un programa propio: Chile Secreto, híbrido entre documental y reportaje donde recorre el país repasando in situ hechos históricos ocultos por la historia oficial. Transmitido por la señal abierta Chilevisión y estrenado el 21 de mayo con un capítulo dedicado al héroe Arturo Prat, lideró la sintonía ese día y horario: según datos entregados por CHV, entre las 19:59 y 21.00 horas logró un promedio de 9.5 puntos de índice de audiencia, seguido por Mega con 9.3 y Canal 13, con 9.
Durante 2018, grabó junto a la productora Fábula y, con un mayor presupuesto, una nueva temporada del programa rebautizado La historia secreta de Chile, exhibido durante 2020 por Chilevisión.

### Teatro
En julio de 2019, estrena su primera obra de teatro en coautoría con el dramaturgo chileno Marco Antonio de la Parra, La Ciudad de los Césares, que dirigió Sebastián Jaña en el Teatro ICTUS (Santiago); esta obra de ciencia ficción que presenta los últimos momentos de Chile posterior a un apocalipsis de naturaleza desconocida donde todo se disuelve —memoria, tiempo y espacio— estuvo protagonizada por Roberto Poblete y Álex Zisis. Los personajes, un sobreviviente que busca a su familia y un cyborg prisionero, deben llegar a la mítica Ciudad de los Césares, ubicada en la Patagonia chilena, para salvarse.

### Música
En diciembre de 2019, se presenta en dos conciertos a tablero vuelto con el destacado grupo nacional Inti Illimani, en el Teatro Nescafé de las Artes. El espectáculo, denominado SIEMPRE, fue diseñado como una cronología de eventos históricos relacionados con los movimientos sociales, intercalados por intervenciones declamadas, poemas, canciones, entrevistas y proyecciones audiovisuales. Jorge Baradit participó también en la interpretación de las canciones El Pueblo Unido, de Sergio Ortega y El derecho de vivir, de Víctor Jara.

### Audible
En el año 2009, fue pionero en Chile al coproducir, junto a Francisco Ortega, uno de los primeros podcast con transmisión en vivo: Desde El Fin Del Mundo. Programa dedicado a la historia B de Chile, la conspiranoia y los fenómenos paranormales, a través de la plataforma Podcaster. Hubo una segunda temporada durante el año 2016, para Radio Queleo 
Durante septiembre del año 2013, produjo el programa Retroperiodismo, junto a Iván Guerrero y Werne Núñez, transmitido en vivo por radio Zero. Simulando un viaje en el tiempo, el autor reporteaba desde distintos momentos y lugares previos al golpe de 1973.
El año 2019, produjo el podcast Historiadura, en la plataforma Emisor podcasting, donde entrevistó a expertos en diferentes temas históricos coyunturales que cumplían aniversario, como la llegada del hombre a la Luna, el Festival de Woodstock, la creación de internet, etc. Fue el podcast más escuchado de la plataforma. Al año siguiente, produjo una temporada corta centrada en historia de Chile.
En octubre de 2022, graba el audiolibro de su obra La Constituyente.

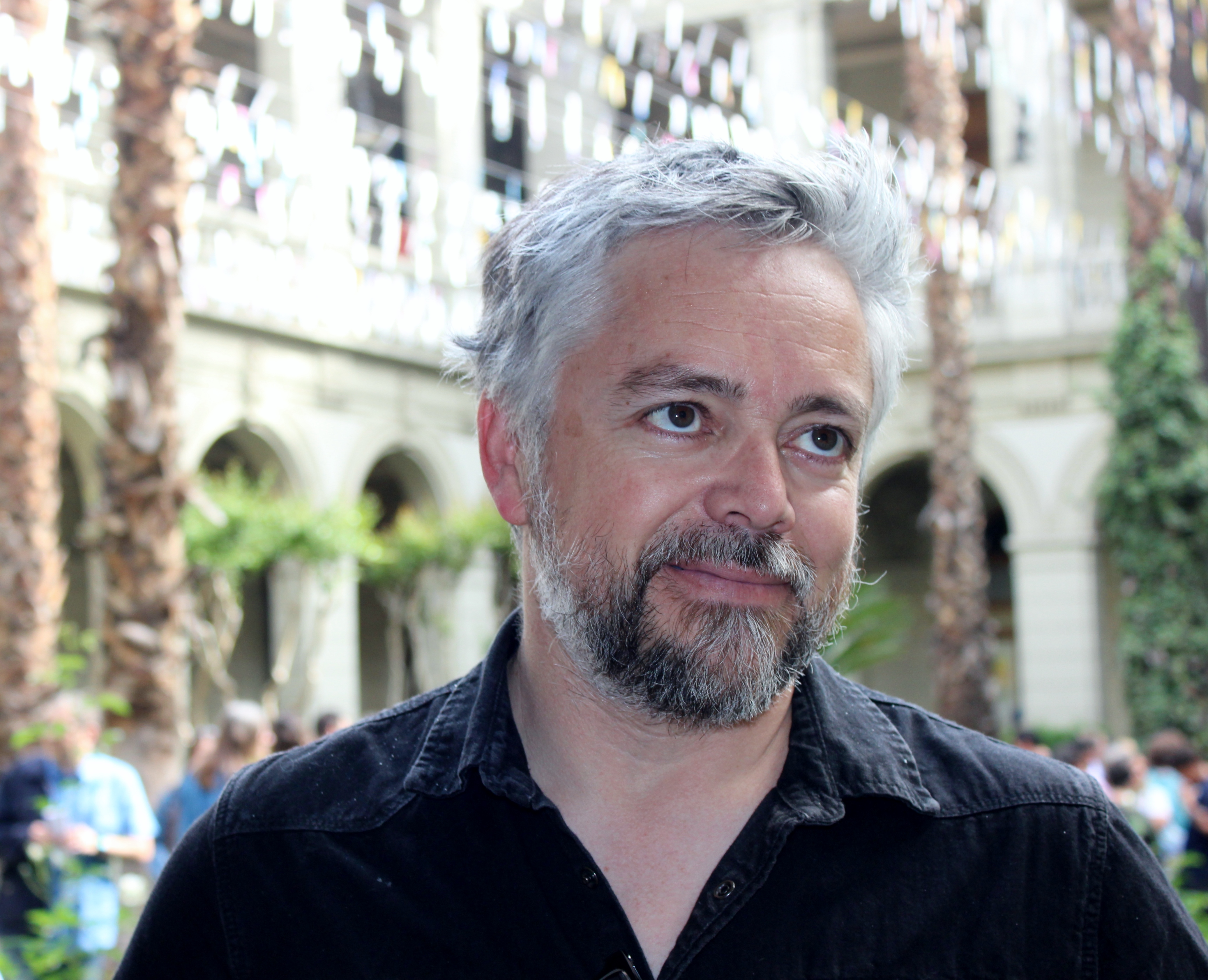
Baradit en la Casa Central de la UC

## Controversias
En julio de 2018 se vio envuelto en una polémica por su relación de amistad con el escritor Francisco Ortega. Cuando Baradit intervino en Twitter para defender a Ortega frente a acusaciones de machismo, algunos usuarios compartieron publicaciones antiguas de su cuenta de Twitter realizadas alrededor de 2010. Baradit ofreció disculpas públicas por uno de los tuit, y a su vez denunció una campaña en su contra, consistente en una ola de tuits inventados, descontextualizados y tergiversados.
En abril de 2019, el autor fue invitado a una firma de libros en la Fundación Teletón, con motivo del Día Mundial del Libro. Sin embargo, dicha actividad fue suspendida por parte de la Institución a raíz de amenazas de violencia promovidas por la ultraderecha asociada a José Antonio Kast, excandidato a la presidencia de la República en las elecciones de 2021.
En septiembre del 2020 el presentador Sergio "Checho" Hirane, asociado a la ultraderecha chilena, debió disculparse públicamente con Jorge Baradit tras atribuirle en vivo tuits falsos en su programa Conectados de Radio Agricultura, además de afirmar que Baradit postularía a la Convención Constitucional con apoyo del Partido Comunista de Chile.
En mayo de 2021 Jorge Baradit denunció amenazas de muerte en su contra en su condición de Convencional Constituyente, realizando una denuncia a la Policía de Investigaciones de Chile. La persona que realizó las amenazas resultó apercibida y la situación quedó a cargo de la Fiscalía Oriente
En noviembre de 2021, el periodista José Antonio Neme debió disculparse públicamente con Jorge Baradit, en su programa Mucho Gusto del canal de televisión Mega, por haber presentado tuits falsos como verdaderos. “Yo reconozco que los tweets son falsos, así que le extiendo las disculpas a Jorge y a su familia, si es que mi insinuación los ha dañado de alguna manera”, dijo el periodista.

## Activismo
Apoya causas relacionadas con derechos civiles y suele tomar parte en marchas, presentaciones, spots y entrevistas a favor de la igualdad de género, educación gratuita, fomento lector, protección de la cultura y las artes, antifascismo, movimiento pro aborto en tres causales, Nueva Constitución y defensa de la enseñanza de la Historia y la Memoria. El 4 de mayo de 2013 fue uno de los integrantes del movimiento Marca AC, que buscaba redactar una nueva Constitución Política para Chile mediante el establecimiento de una asamblea constituyente. En agosto de 2019 fue nombrado presidente de la Sociedad de Derechos de las Letras (SADEL), organización gremial que defiende el valor del trabajo de los escritores y sus derechos de autor. 
En noviembre de 2019 funda, junto a Rodrigo Salinas Corona, la fundación Los Ojos de Chile, iniciativa ciudadana que recauda fondos para ir en ayuda de las víctimas de trauma ocular, producto de la violencia policial durante las protestas en Chile de 2019-2020.

## Carrera política
El 2 de diciembre de 2020 lanzó su candidatura independiente a la Convención Constitucional, que redactará una nueva Constitución Política para Chile, utilizando un cupo entregado por el Partido Socialista de Chile. Resultó elegido por el distrito 10 en los comicios desarrollados el 15 y 16 de mayo de 2021. Formó parte del Colectivo Socialista, agrupación a la que renunció el 28 de enero de 2022 para integrarse un mes después a la bancada del Frente Amplio.[cita requerida]

## Historial electoral

### Elecciones de convencionales constituyentes de 2021
- Elecciones de convencionales constituyentes de 2021, para convencional constituyente por el distrito 10 (La Granja, Macul, Ñuñoa, Providencia, San Joaquín, Santiago)[55]

| Candidato                  | Pacto                                | Partido | Votos  | %    | Resultados   |
| -------------------------- | ------------------------------------ | ------- | ------ | ---- | ------------ |
| Fernando Atria Lemaitre    | Apruebo Dignidad                     | Ind-RD  | 52 443 | 12.3 | Convencional |
| Teresa Marinovic Vial      | Vamos por Chile                      | Ind-RN  | 39 700 | 9.3  | Convencional |
| Patricia Politzer Kerekes  | Ind. por una Nueva Constitución      | Ind.    | 31 695 | 7.5  | Convencional |
| Jorge Baradit Morales      | Lista del Apruebo                    | Ind-PS  | 21 847 | 5.1  | Convencional |
| Gonzalo Blumel Mac-Iver    | Vamos por Chile                      | EVOP    | 19 131 | 4.5  |              |
| Cristian Monckeberg Bruner | Vamos por Chile                      | RN      | 18 533 | 4.4  | Convencional |
| Karina Nohales Peña        | Movimientos Sociales: Unidad de Ind. | Ind.    | 14 630 | 3.4  |              |
| Emilia Schneider Videla    | Apruebo Dignidad                     | COMU    | 12 492 | 2.9  |              |
| Manuel Woldarsky González  | La Lista del Pueblo                  | Ind.    | 10 544 | 2.5  | Convencional |
| Antonia Orellana Guarello  | Apruebo Dignidad                     | CS      | 10 309 | 2.4  |              |
| Laura Albornoz Pollman     | Lista del Apruebo                    | PDC     | 7814   | 1.8  |              |
| Giovanna Roa Cadín         | Apruebo Dignidad                     | RD      | 3843   | 0.9  | Convencional |
| Jaime Parada Hoyl          | Lista del Apruebo                    | Ind.    | 3150   | 0.7  |              |
| Macarena Lobos Palacios    | Ind. por una Nueva Constitución      | Ind.    | 2289   | 0.5  |              |

## Obras

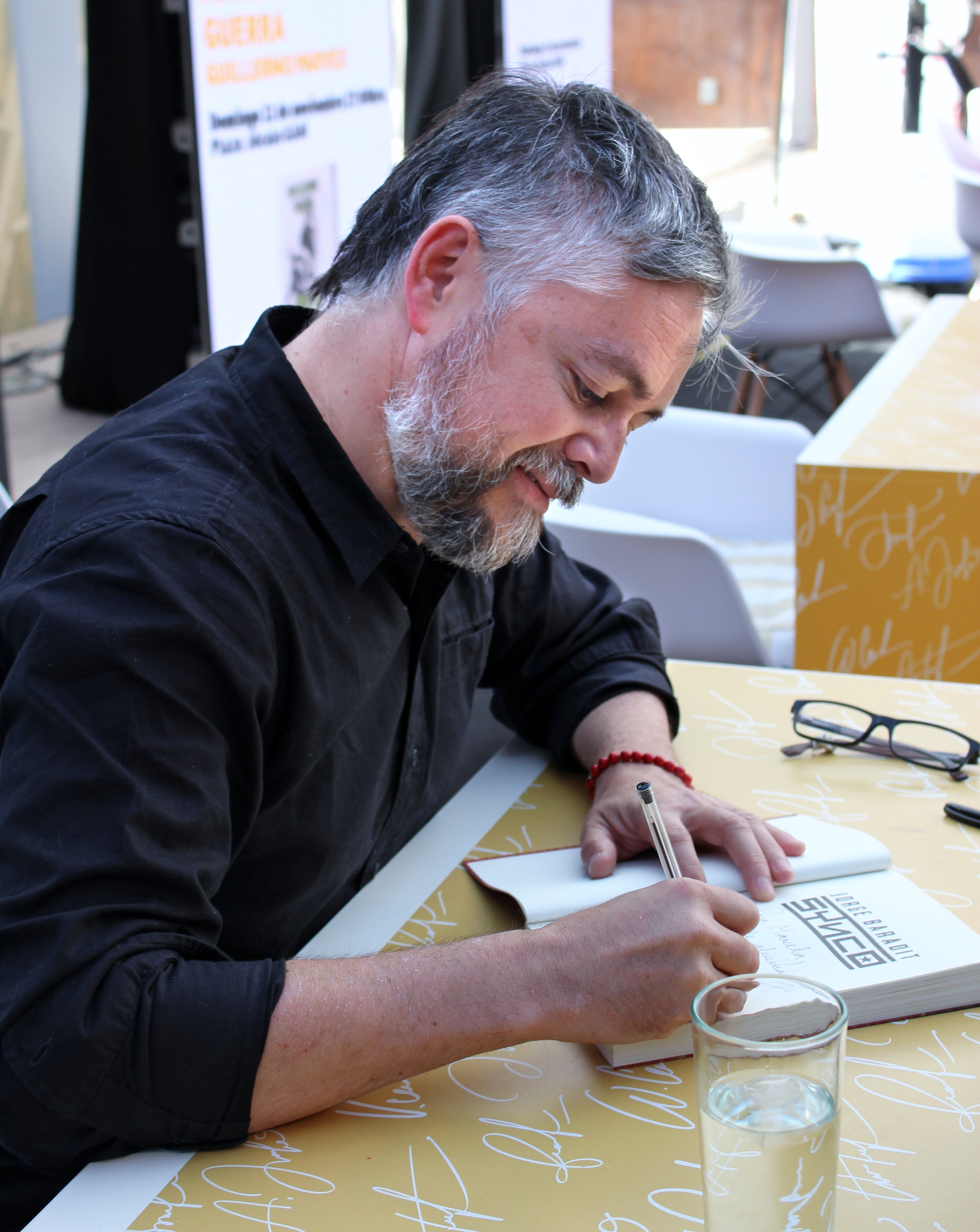
Firmando libros en el FAS 2018

- 2005, Ygdrasil, Ediciones B (edición en España, 2007; edición de lujo corregida, 2009)[56]
- 2007, Trinidad, Ediciones B
- 2008, Synco, Ediciones B
- 2009, Kalfukura. El corazón de la tierra, Ediciones B
- 2010, Mind fuck guerrilla, antología de cuentos, fragmentos y artículos publicados e inéditos desde 2002 al 2010; Ediciones Proxy, Santiago. Contiene 20 textos:
  - «La conquista mágica de América»
  - «Tunguska»
  - «Acerca de los selknam»
  - «El anillo del tigre» (artículo)
  - «Los vampiros»
  - «Con respecto a Ygdrasil» (artículo)
  - «Mariana»
  - «La rebelión de los niños»
  - «SYNCO Summa» (artículo)
  - «Innergy»
  - «El hijo del hombre»
  - «Kalfukura disclaimer» (artículo)
  - «Angélica»
  - «Ucronías, la desaparición de Chile»
  - «El traidor en el árbol»
  - «La red luz»
  - «Karma Police»
  - «Patmos, notas»
  - «Sobre los perfectos»
  - «Abre los ojos» (artículo)
- 2011, Policía del karma, novela gráfica con dibujos de Martín Cáceres, Ediciones B
- 2012, Lluscuma, novela por entregas con dibujos de Martín Cáceres, diario La Segunda; en libro con texto revisado: Ediciones B, 2013
- 2015, Historia secreta de Chile, Editorial Sudamericana
- 2016, Historia secreta de Chile 2, Editorial Sudamericana
- 2017, La guerra interior, cuentos, Plaza & Janés. Contiene 22 textos:
  - «La conquista mágica de América»
  - «Sant AG 2021»
  - «Metro»
  - «Sobre los selk'nam»
  - «Los vampiros»
  - «Time War Lluscuma»
  - «Mariana»
  - «Plebiscito»
  - «El miedo»
  - «Policía del karma»
  - «Soviet»
  - «El hijo del hombre»
  - «El sueño de Contreras»
  - «Los insaciables»
  - «Angélica»
  - «Tunguska»
  - «Innergy»
  - «Gemini geminos quaerunt»
  - «Enterrado»
  - «El día S»
  - «Inflexión»
  - «Estrella de mañana»
- 2017, Historia secreta de Chile 3, Editorial Sudamericana
- 2018, La dictadura, Editorial Sudamericana
- 2019, La Ciudad de los Césares, obra de teatro en coautoría con Marco Antonio de la Parra; dir.: Sebastián Jaña, Teatro Ictus, julio de 2019
- 2019, Héroes, Editorial Sudamericana
- 2019, Rebelión, Editorial Sudamericana
- 2020, Héroes 2, Editorial Sudamericana
- 2022, La Virgen de la Patagonia, Editorial SUMA de letras
- 2022, La Constituyente, Editorial Sudamericana
- 2023, El Lado Oscuro, Editorial Sudamericana
- 2024, El Sótano rojo, Editorial SUMA de letras

## Premios y reconocimientos
- Elegido como uno de los 100 Líderes Jóvenes Chilenos 2006 por la revista El Sábado de El Mercurio[3]
- Premio UPC 2007 de novela corta de ciencia ficción por Trinidad[3]
- Premio CORFO 2008 al proyecto audiovisual SYNCO, con la productora Sobras
- Premio FIC 2011 a mejor novela gráfica chilena, mejor portada y mejor guionista por Policía del karma[57]
- Premio Municipal de Literatura de Santiago 2014, novela juvenil, por Lluscuma
- Premio CORFO 2016 al proyecto audiovisual VOCES, con la productora Fábula (presentado por Enrique Videla)
- Premio CORFO 2017 al proyecto audiovisual POLICÍA DEL KARMA, con la productora Fábula
- Nombrado embajador cultural de la comuna de Cerro Navia, por el alcalde Mauro Tamayo, diciembre de 2018[58]
- Electo presidente de SADEL (Sociedad de Derechos de las Letras), agosto de 2019.[59]
- Director presidente de la Fundación Los Ojos de Chile, agosto de 2020.[60]
- Miembro del directorio del Parque Cultural de Valparaíso, junio de 2025.[61]